# Симканич Марія Антонівна
Марія Антонівна Симканич (нар. 1 листопада 1934 — пом. 9 серпня 2008) — передовичка радянського сільського господарства, Доярка колгоспу «За нове життя» Іршавського району Закарпатської області, Герой Соціалістичної Праці (1966).

## Біографія
Народилася в 1934 році у селі Білки в сім'ї бідняка. У 1951 році завершила навчання в семирічній школі в рідному селі.
Свою трудову діяльність розпочала в місцевому колгоспі. У 1953 році була направлена на навчання в сільськогосподарську школу в селище Вилок Закарпатської області. У 1954 році стала працювати обліковицею на тваринницькій фермі в колгоспі «За нове життя». У 1956 році перейшла на роботу дояркою, за нею закріпили 11 корів. Із кожним роком надої в її групі збільшувалися: якщо в перший рік вона отримала по 1540 кілограмів молока від кожної корови в середньому, то в 1959 році — 5511 кілограмів молока. Одна з перших хто освоїла механізоване доїння та отримала надої в 6000 кілограмів молока від кожної корови в середньому за рік. Виїжджала з обміном досвідом до Чехословаччини.
Указом Президії Верховної Ради СРСР від 22 березня 1966 року за отримання високих результатів у сільському господарстві та рекордні показники у тваринництві Марії Антонівні Симканич було присвоєно звання Героя Соціалістичної Праці з врученням ордена Леніна та медалі «Серп і Молот».
Продовжувала й надалі працювати в сільському господарстві до виходу на пенсію.
Представляла галузь і Закарпатську область як делегатка XXIII з'їзду КПРС. Обиралася до Закарпатської обласної ради депутатів. Була членом бюро Іршавського райкому КПРС.
Проживала в рідному селі Білки. Померла 9 серпня 2008 року. Похована на сільському кладовищі.

## Нагорода
За трудові успіхи була удостоєна:
- Золота Зірка «Серп і Молот» (22.03.1966)
- Орден Леніна (22.03.1966)
- Орден Жовтневої Революції (06.09.1973)
- Орден Трудового Червоного Прапора (08.04.1971)
- інші медалі.